# Alan Spencer-Churchill
Alan Spencer-Churchill (Garboldisham, 25 luglio 1825 – Londra, 19 aprile 1873) è stato un nobile e imprenditore inglese.

## Biografia

### Giovinezza ed educazione

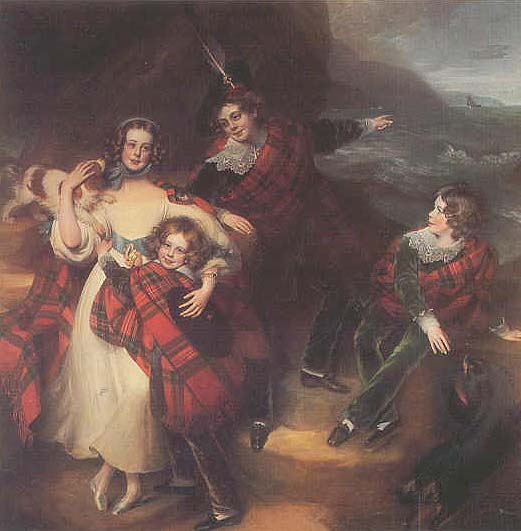
I figli di primo letto del sesto Duca di Marlborough. Da sinistra: Alan, Louisa, John Winston e Alfred. Indossano il tartan degli Stuart di Galloway, la famiglia materna

Nacque il 25 luglio 1825, figlio del sesto Duca di Marlborough e della sua prima moglie, lady Jane Stewart. Dopo aver completato gli studi a Eton intraprese la carriera militare ed entrò nell'VIII Reggimento Ussari Irlandesi, ottenendo il brevetto di tenente nel 1844. L'anno precedente fece da testimone al fratello maggiore, Lord Blandford, nel suo matrimonio con lady Frances Vane.

### Matrimonio
Nel 1846, mentre si trovava di stanza a York con il suo reggimento incontrò una giovane del luogo, Rosalind Dowker, che sposò poco dopo. La coppia non ebbe figli che raggiunsero l'età adulta.

### Attività imprenditoriali

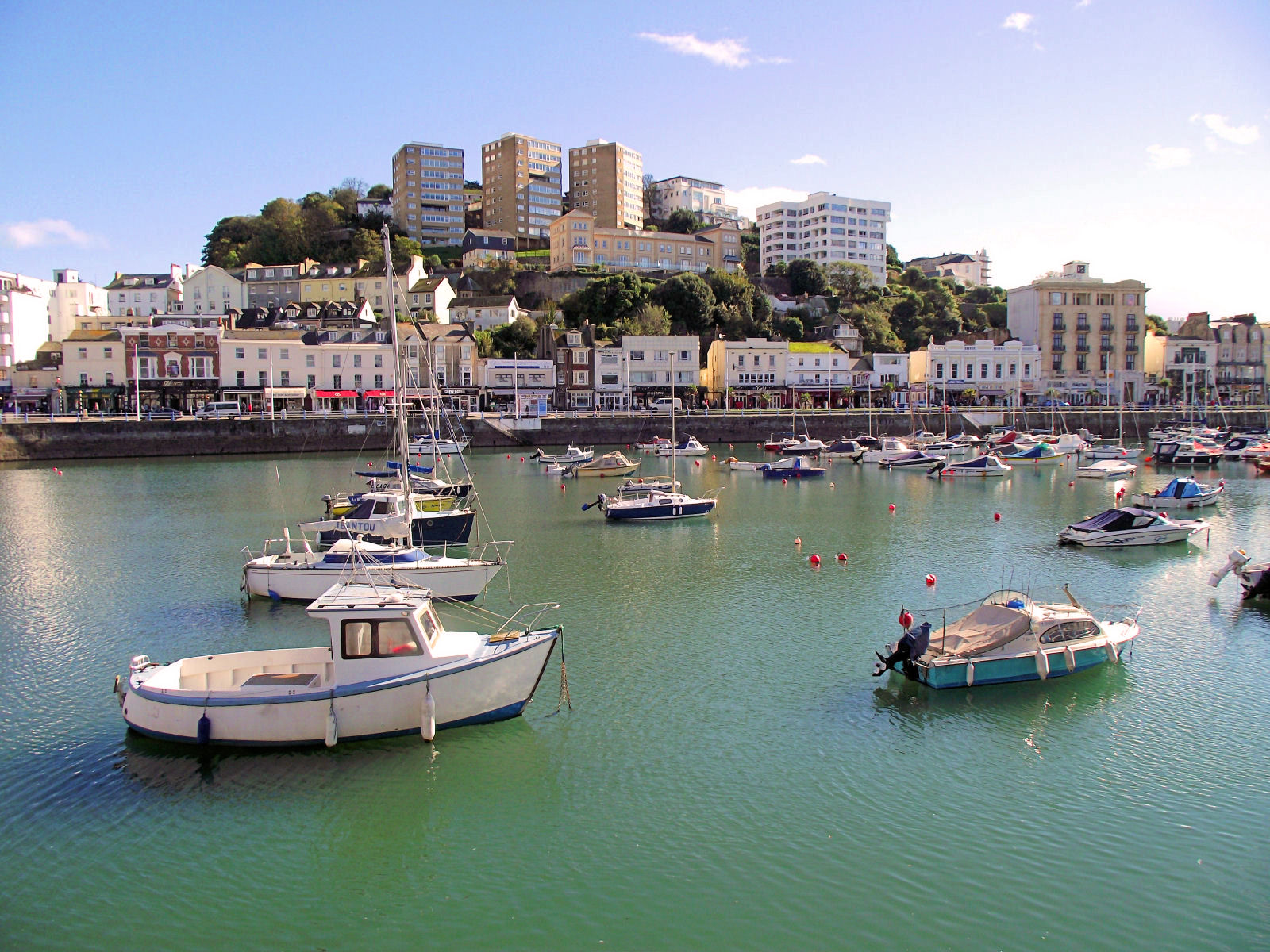
Il porto di Torquay con l'Imperial Hotel sullo sfondo

Lord Alan destò scalpore in famiglia perché, una volta lasciato l'esercito, non si interessò alla carriera politica, ma preferì darsi agli affari. Associatosi con Peter Rolt, mercante e parlamentare di Greenwich, questi lo proiettò nella direzione di varie compagnie commerciali, soprattutto nel campo della navigazione e del turismo. Investì nell'importazione di carne dall'Argentina e nella costruzione di navi da trasporto. Fu coinvolto in imprese commerciali soprattutto con il Sudamerica e finanziò anche la costruzione dell'Hotel Imperial a Torquay, una località balneare nel Devon, tuttora esistente.

### Vita di società
Divise il suo tempo fra gli affari e la frequentazione dei club londinesi, ricoprendo anche la carica di vice-luogotenente dell'Oxfordshire, come da tradizione di famiglia. Fu anche a lungo patrono di opere caritatevoli, coma la Chelsea Relief Fund, fondata nel 1861.

### Morte

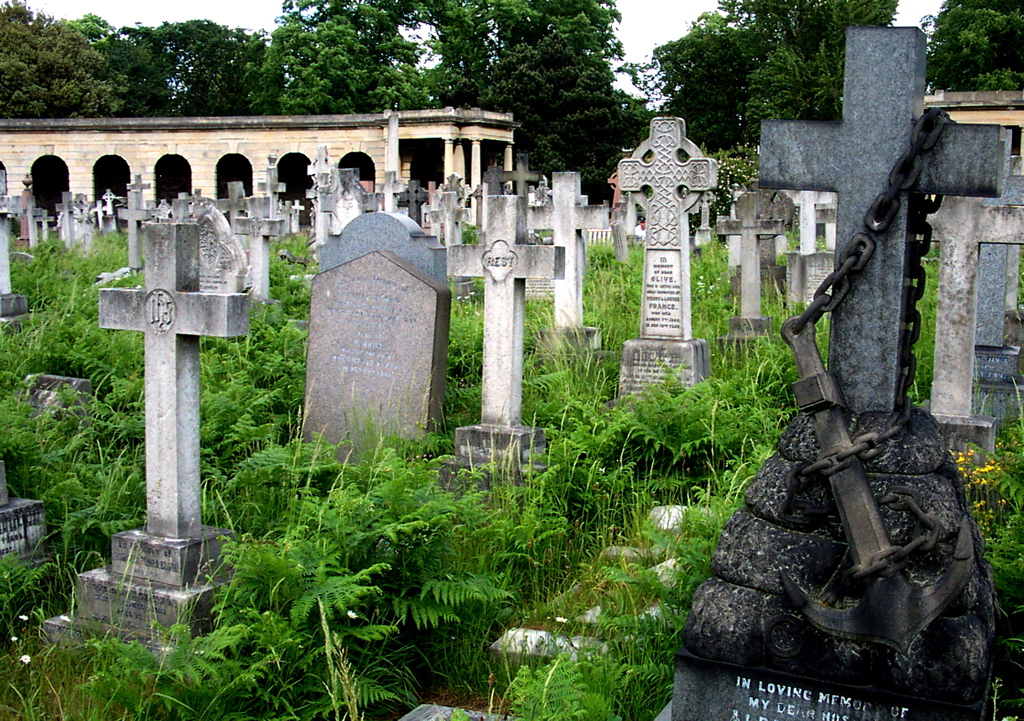
Le tombe al Brompton Cemetery

Morì improvvisamente nella sua casa a Londra nel 1873, a soli 47 anni, e fu sepolto nel Brompton Cemetery.

## Ascendenza
|                                                     |                                                |                                                    | Genitori                                    |  |  | Nonni |  |  | Bisnonni                                  |  |  | Trisnonni                                    |  |
|                                                     |                                                |                                                    |                                             |  |  |       |  |  | 8. George Spencer, IV duca di Marlborough |  |  | 16. Charles Spencer, III duca di Marlborough |  |
|                                                     |                                                |                                                    |                                             |  |  |       |  |  | 8. George Spencer, IV duca di Marlborough |  |  | 16. Charles Spencer, III duca di Marlborough |  |
|                                                     |                                                | 17. hon. Elisabetta Trevor                         |                                             |  |  |       |  |  | 8. George Spencer, IV duca di Marlborough |  |  |                                              |  |
| 4. George Spencer-Churchill, V duca di Marlborough  |                                                |                                                    |                                             |  |  |       |  |  | 8. George Spencer, IV duca di Marlborough |  |  |                                              |  |
|                                                     |                                                | 9. lady Caroline Russell                           | 18. John Russell, IV duca di Bedford        |  |  |       |  |  |                                           |  |  |                                              |  |
|                                                     |                                                | 9. lady Caroline Russell                           | 18. John Russell, IV duca di Bedford        |  |  |       |  |  |                                           |  |  |                                              |  |
|                                                     |                                                | 9. lady Caroline Russell                           | 19. lady Gertrude Leveson-Gower             |  |  |       |  |  |                                           |  |  |                                              |  |
| 2. George Spencer-Churchill, VI duca di Marlborough |                                                | 9. lady Caroline Russell                           |                                             |  |  |       |  |  |                                           |  |  |                                              |  |
|                                                     |                                                | 10. John Stewart, VII conte di Galloway            | 20. Alexander Stewart, VI conte di Galloway |  |  |       |  |  |                                           |  |  |                                              |  |
|                                                     |                                                | 10. John Stewart, VII conte di Galloway            | 20. Alexander Stewart, VI conte di Galloway |  |  |       |  |  |                                           |  |  |                                              |  |
|                                                     |                                                | 10. John Stewart, VII conte di Galloway            | 21. lady Catherine Cochrane                 |  |  |       |  |  |                                           |  |  |                                              |  |
| 5. lady Susan Stewart                               |                                                | 10. John Stewart, VII conte di Galloway            |                                             |  |  |       |  |  |                                           |  |  |                                              |  |
|                                                     |                                                | 11. Anne Dashwood                                  | 22. sir James Dashwood, II baronetto        |  |  |       |  |  |                                           |  |  |                                              |  |
|                                                     |                                                | 11. Anne Dashwood                                  | 22. sir James Dashwood, II baronetto        |  |  |       |  |  |                                           |  |  |                                              |  |
|                                                     |                                                | 11. Anne Dashwood                                  | 23. Elizabeth Spencer                       |  |  |       |  |  |                                           |  |  |                                              |  |
| 1. lord Alan Spencer-Churchill                      |                                                | 11. Anne Dashwood                                  |                                             |  |  |       |  |  |                                           |  |  |                                              |  |
|                                                     | 12. John Stewart, VII conte di Galloway (= 10) | 24. Alexander Stewart, VI conte di Galloway (= 20) |                                             |  |  |       |  |  |                                           |  |  |                                              |  |
|                                                     | 12. John Stewart, VII conte di Galloway (= 10) | 24. Alexander Stewart, VI conte di Galloway (= 20) |                                             |  |  |       |  |  |                                           |  |  |                                              |  |
|                                                     | 12. John Stewart, VII conte di Galloway (= 10) | 25. lady Catherine Cochrane (= 21)                 |                                             |  |  |       |  |  |                                           |  |  |                                              |  |
| 6. George Stewart, VIII conte di Galloway           | 12. John Stewart, VII conte di Galloway (= 10) |                                                    |                                             |  |  |       |  |  |                                           |  |  |                                              |  |
|                                                     |                                                | 13. Anne Dashwood (= 11)                           | 26. sir James Dashwood, II baronetto (= 22) |  |  |       |  |  |                                           |  |  |                                              |  |
|                                                     |                                                | 13. Anne Dashwood (= 11)                           | 26. sir James Dashwood, II baronetto (= 22) |  |  |       |  |  |                                           |  |  |                                              |  |
|                                                     |                                                | 13. Anne Dashwood (= 11)                           | 27. Elizabeth Spencer (= 23)                |  |  |       |  |  |                                           |  |  |                                              |  |
| 3. lady Jane Stewart                                |                                                | 13. Anne Dashwood (= 11)                           |                                             |  |  |       |  |  |                                           |  |  |                                              |  |
|                                                     |                                                | 14. Henry Paget, I conte di Uxbridge               | 28. sir Nicholas Bayly, II baronetto        |  |  |       |  |  |                                           |  |  |                                              |  |
|                                                     |                                                | 14. Henry Paget, I conte di Uxbridge               | 28. sir Nicholas Bayly, II baronetto        |  |  |       |  |  |                                           |  |  |                                              |  |
|                                                     |                                                | 14. Henry Paget, I conte di Uxbridge               | 29. Caroline Paget                          |  |  |       |  |  |                                           |  |  |                                              |  |
| 7. lady Jane Paget                                  |                                                | 14. Henry Paget, I conte di Uxbridge               |                                             |  |  |       |  |  |                                           |  |  |                                              |  |
|                                                     |                                                | 15. Jane Champagné                                 | 30. rev. Arthur Champagné                   |  |  |       |  |  |                                           |  |  |                                              |  |
|                                                     |                                                | 15. Jane Champagné                                 | 30. rev. Arthur Champagné                   |  |  |       |  |  |                                           |  |  |                                              |  |
|                                                     |                                                | 15. Jane Champagné                                 | 31. Marianne Hamon                          |  |  |       |  |  |                                           |  |  |                                              |  |
|                                                     |                                                | 15. Jane Champagné                                 |                                             |  |  |       |  |  |                                           |  |  |                                              |  |